# Барн-Блафф (гора)
Гора Барн-Блафф (англ. Barn Bluff) розташована в північній частині Національного парку Крейдл-Маунтін-Лейк-Сент-Клер (англ.  Cradle Mountain-Lake St Clair National Park), що знаходиться на території острова (і однойменного штату) Тасманія, що входить до складу  Австралії. Цей парк є частиною території, званої «Дика природа Тасманії» (англ. Tasmanian Wilderness), що є об'єктом  Всесвітньої спадщини ЮНЕСКО.

## Географія
Висота гори Барн-Блафф — 1559 м над рівнем моря, вона є четвертою за висотою горою Тасманії. Подібно до багатьох інших гір регіону, вона сформована із долеритових колон. Гора Барн-Блафф — одна з найвідоміших гір Тасманії, хоча вона й поступається в популярності сусідній горі Крейдл, котра нижче її на 15 м.
Припущення про те, що гора Барн-Блафф вища, ніж Крейдл, було висловлено  австрійськими братами-альпіністами Юліусом і Францем Мальхерамі (нім. Julius Malcher, Franz Malcher), які в 1914 році сходили на одну з вершин гори Крейдл. Їх висновок отримаd офіційне підтвердження роком пізніше.

## Туристські маршрути

Вид на гору Барн-Блафф з Долини Водоспадів (Waterfall Valley)

Неподалік від гори Барн-Блафф пролягає один з найпопулярніших в Австралії піших туристських маршрутів — багатоденний маршрут  Overland Track довжиною близько 70 км, північне закінчення якого знаходиться недалеко від  гори Крейдл, а південне закінчення — поблизу озера Сент-Клер. Сходження на гору Барн-Блафф описано як один з бокових маршрутів, що відходять від основної стежки Overland Track, який вимагає близько 2,5 годин при умові достатньої фізичної і технічної підготовки.
У гарну погоду з вершини гори Барн-Блафф відкривається захоплююча кругова панорама Національного парку та сусідніх гір (Осса,  Пеліон-Вест,  Крейдл та інші) — всі вони знаходяться на достатній відстані і не загороджують вид з вершини.

## Сусідні гори
- Осса
- Крейдл
- Пеліон-Уест
- Пеліон-Іст
- Катедрал

## Ресурси Інтернету
- Вікісховище має мультимедійні дані за темою: Барн-Блафф (гора)
- Tasmanian parks [Архівовано 9 лютого 2015 у Wayback Machine.]
- SummitPost entry for Barn Bluff
- Frank Hurley photograph in National Library online collection [Архівовано 9 лютого 2015 у Wayback Machine.]

## Виноски
1. 1 2  LISTmap (Barn Bluff). Tasmanian Government Department of Primary Industries and Water. Процитовано 4 вересня 2013.[недоступне посилання з вересня 2019]
2. ↑  Top 10 highest mountains in Tasmania. tasmaniatopten.com. Архів оригіналу за 12 липня 2012. Процитовано 16 квітня 2011.
3. ↑  Height of major mountains, Tasmania. Australian Bureau of Statistics. Архів оригіналу за 12 липня 2012. Процитовано 16 квітня 2011.
4. ↑  Kleinig Simon. Jack Thwaites: Pioneer Tasmanian Bushwalker & Conservationist https://books.google.com/books?id=LgYJ2hQyosIC&pg=PT108 [Архівовано 23 липня 2016 у Wayback Machine.] - 2008. — 261 p. |isbn 978-0-980-40066-3
5. ↑  Megan Holbeck. Top 10 Australian Walks. Australian Geographic. Архів оригіналу за 12 липня 2012. Процитовано 10 квітня 2011. [Архівовано 2012-06-14 у Wayback Machine.]
6. ↑  Overland Track — Introduction. Tasmanian Parks & Wildlife Service. Архів оригіналу за 12 липня 2012. Процитовано 10 квітня 2011. [Архівовано 2012-01-01 у Wayback Machine.]
7. ↑  Overland Track — Doing the Walk. Tasmanian Parks & Wildlife Service. Архів оригіналу за 12 липня 2012. Процитовано 22 квітня 2011. [Архівовано 2012-06-03 у Wayback Machine.]
8. ↑  Barn Bluff. summitpost.org. Архів оригіналу за 12 липня 2012. Процитовано 22 квітня 2011.